# Deutzia oaxacana
Deutzia oaxacana är en hortensiaväxtart som beskrevs av Zaikonn. Deutzia oaxacana ingår i släktet deutzior, och familjen hortensiaväxter. Inga underarter finns listade i Catalogue of Life.